# Phlebolobium maclovianum
Phlebolobium maclovianum là một loài thực vật có hoa trong họ Cải. Loài này được (d'Urv.) O.E. Schulz miêu tả khoa học đầu tiên năm 1932.